# 切爾尼亞霍夫文化

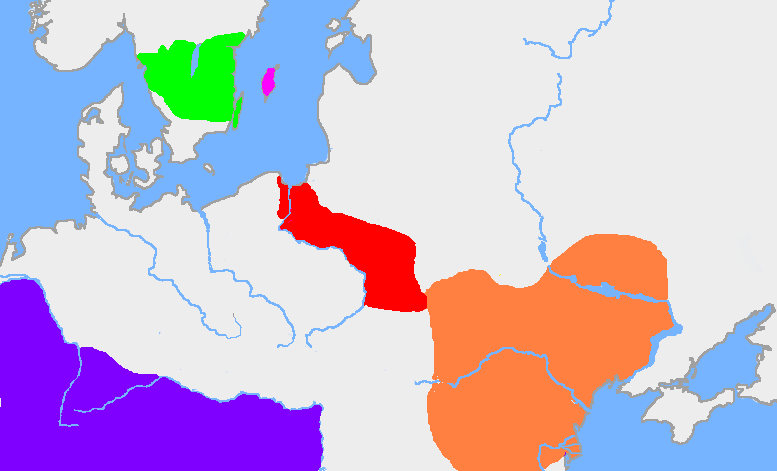
传统约塔兰地区
哥得兰岛
维尔巴克文化，3世纪早期
切尔尼亚霍夫文化，4世纪早期
罗马帝国

切爾尼亞霍夫文化（英語：Chernyakhov culture）約存在於公元2世紀到公元5世紀，分佈的範圍涵蓋了今烏克蘭、摩爾多瓦、羅馬尼亞和波蘭南部。已經會使用犁和鐮刀，所生產的穀物以小麥、大麥及小米為主，牲畜則是以牛為主，養馬則被限制在開闊的草原地。使用火葬或土葬，土葬時多半將死者頭部朝北，沿南北方向擺放，會使用陶器、鐵器、骨梳、個人飾品等作為陪葬品。